# Crematogaster terminalis
Crematogaster terminalis är en myrart som först beskrevs av William Edward Shuckard 1838.  Crematogaster terminalis ingår i släktet Crematogaster och familjen myror. Inga underarter finns listade i Catalogue of Life.